# Vito Mangiamele
Vito Mangiamele (Sortino, 19 februari 1827 – Toulouse, 1897) was een Italiaans wiskundige afkomstig uit Sicilië in het koninkrijk der Beide Siciliën. In Frankrijk oogstte hij succes als wonderkind dat vlot hoofdrekenen kon.

## Levensloop

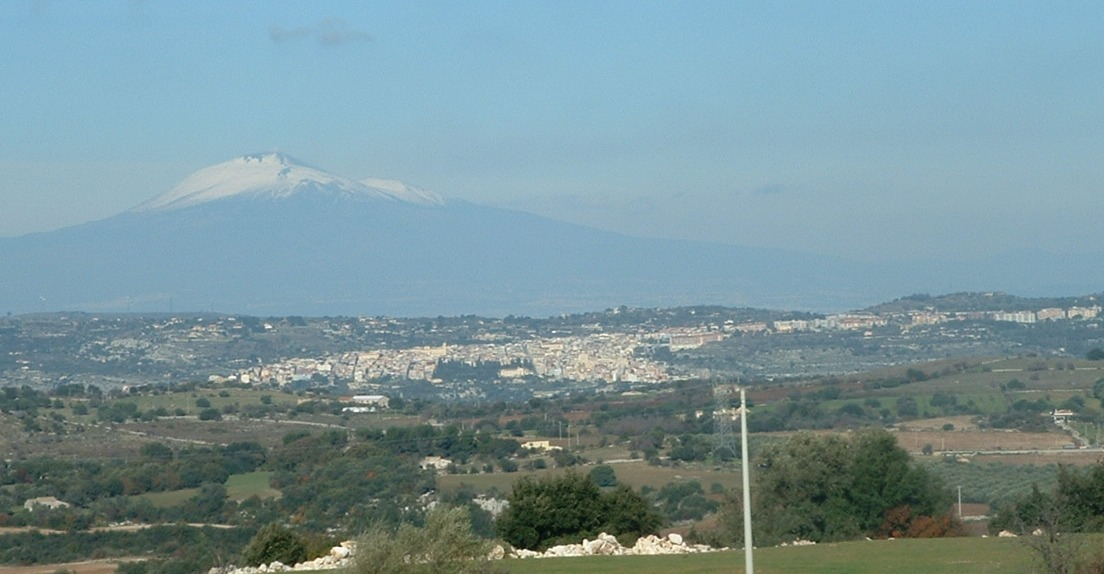
Zicht op Sortino, Sicilië

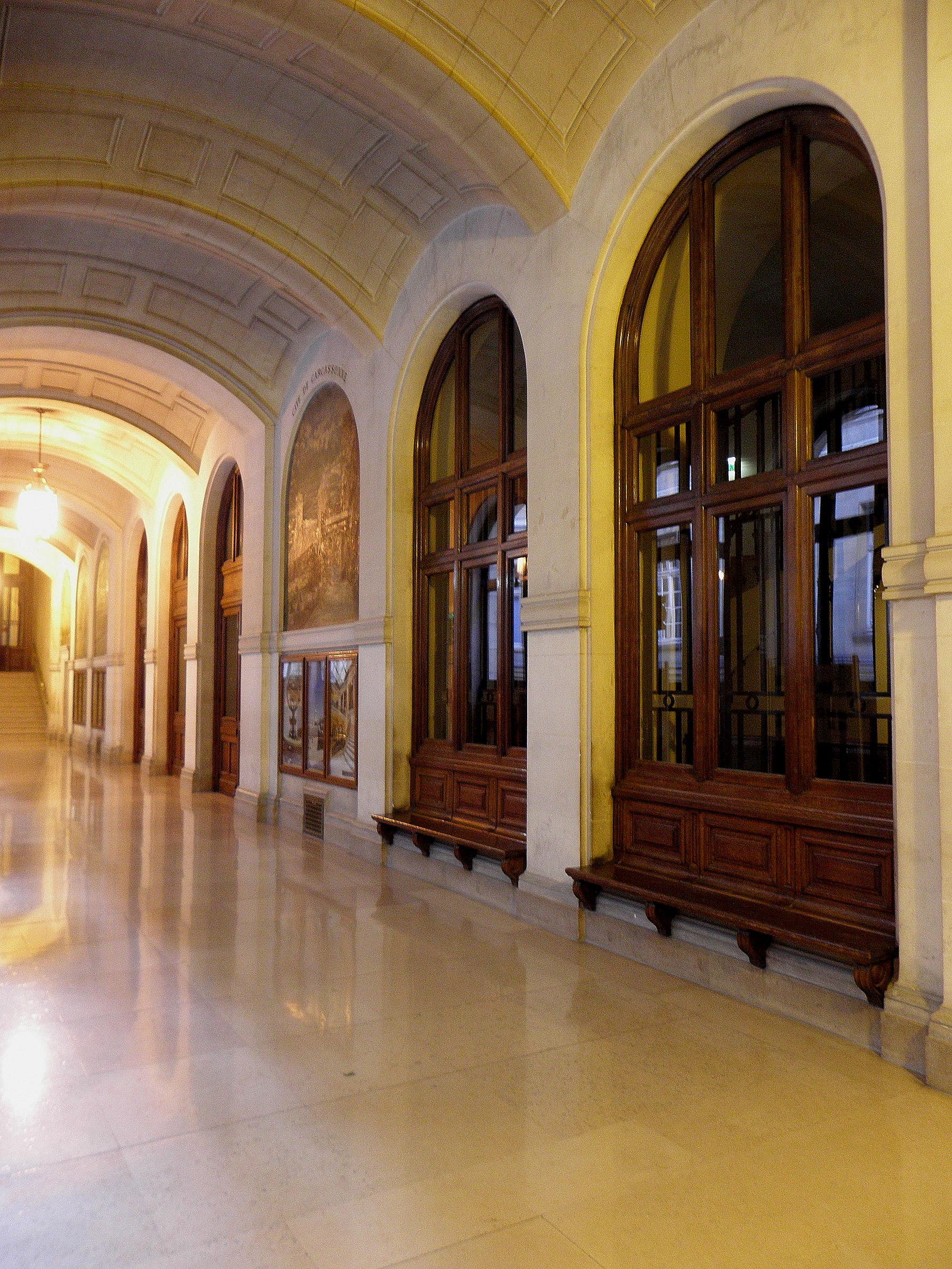
Sorbonne Université, Parijs: Galerie des Sciences

Mangiamele was de zoon van een schapenherder in Sortino, een stad op Sicilië nabij de grotere stad Syracuse. Mangiamele werd er aanzien als een kind met mentale achterstand en ging niet naar school. Hij hoedde met zijn vader de schapen. Zijn vader en zijn moeder leerden hem rekenen, en dit vanaf de leeftijd van vier jaar. Later in zijn leven zou hij met fierheid terugdenken aan deze tijd, alhoewel hij geen spijt zal hebben de graasweiden verlaten te hebben.
Op een dag – Mangiamele was een kind van negen jaar - trok een arts uit Florence voorbij. Het was Comparato die kort tevoren zijn diploma medicijnen had behaald aan de Universiteit van Catanië, Sicilië. Het viel de arts op tussen de spelende kinderen hoe snel Mangiamele met getallen omging. Mangiamele rekende voor de arts uit hoeveel seconden zijn leven al had geduurd. Comparato vroeg aan Mangiamele’s vader om hem mee te nemen naar de universiteit. Omdat de vader weigerde, vroeg Comparato het aan de dorpspastoor die vervolgens eiste dat Mangiamele meeging met de arts. De arts leerde hem Italiaans en Frans want Mangiamele sprak enkel een Siciliaans dialect.
Via omwegen belandde Mangiamele in Zuid-Frankrijk, zonder de arts. Hij trad op als wiskundig wonderkind in steden als Marseille en Lyon. Hij was tien jaar. Zo rekende hij uit op markten hoeveel rente vijf cent op honderd jaar zou opbrengen.
François Arago, een bekend wetenschapper, trof Mangiamele aan in Lyon. Hij voerde de tienjarige jongen ten tonele voor de Académie des sciences in Parijs. Vier wiskundige vragen stelden de academieleden hem. 1° Wat is de vierkantswortel van 3.796.416 ? Na een halve minuut antwoordde het kind ‘156’. 2° Welk getal tot de derde macht vermeerderd met 42 maal zijn kwadraat is gelijk aan 40 plus 42 maal zichzelf? Prompt antwoordde hij '5'. 3° Geef de oplossing van de vergelijking X5 min 4 maal X min 16.779 = 0. Na vijf minuten gaf het kind het verkeerde antwoord: '3'. Hij kreeg een tweede kans en antwoordde juist: '7'. 4° Geef de tiendemachtswortel van 282.475.249 ? Hij antwoordde op korte tijd: '7'. Het gevolg was dat heel Parijs en andere Franse steden Mangiamele leerden kennen als het wiskundig wonderkind. Hij werd verder onderzocht. Het bleek dat hij niet zo sterk was in optellingen en aftrekkingen maar briljant was in vermenigvuldigingen, delingen, machten en wortels. De onderzoekers meenden dat hij daarom een bijzonder goed geheugen had dat een verklaring was voor zijn kunnen.
Later werd Mangiamele docent wiskunde aan de Sorbonne-universiteit. Er zijn geen wetenschappelijke publicaties van hem bekend. Wel is bekend dat hij een studiereis deed naar Barcelona (1840) en naar Londen (1842). Nadien verdween hij in de anonimiteit.

## Postuum
- Na zijn dood (1897) noemde de gemeente Sortino een straatnaam naar hem.
- Frenologen zochten in de vorm van zijn gelaat en in zijn hoofdomtrekken de verklaring waarom hij wiskundig begaafd was. In het Musée Carnavalet in Parijs is een lithografisch portret van hem bewaard, dat de aandacht trok van frenologen. In de 21e eeuw gaan onderzoekers er eigenlijk van uit dat Mangiamele leed aan autisme.